# Dieselboy
Dieselboy est le nom de scène de Damian Higgins, un DJ et producteur drum and bass américain né le 24 juillet 1972 à Tarpon Springs en Floride.
C'est un membre du groupe Planet of the Drums, constitué de DJ Dara, AK1200 et lui-même.
Dieselboy reste plutôt dans un style Darkstep ; Des breaks, quelques samples et des nappes donnent du mouvement et de l'ampleur à chacun des morceaux qui s'enchaînent sans faute de goût ; Ses productions sont sombres et symphoniques.

## Discographie

### Singles
- Patriot Games EP (2x12") – Tech Itch Recordings
- The Trans-Atlantic Link Part 1 (12") –	Tech Itch Recordings
- The Descent (12") – Palm Pictures (1999)
- Invid (12") – Palm Pictures (2000)
- Render (12") – Palm Pictures (2000)
- Invid (Remixes) (2x12") – Palm Pictures (2002)

### DJ Mix
- Drum And Bass Selection (CD) – Suburban Base
- Drum And Bass Selection USA (CD) – Moonshine
- 97 Octane (CD) – Moonshine
- Sixeleven DJ Mixseries, Vol. 1 (CD) – Sixeleven Records (611)
- A Soldier's Story (CD) – Moonshine
- System_Upgrade (CD) – Moonshine
- The 6ixth Session (2xCD) – Palm Pictures
- Project Human (2xCD) – Human Imprint Recordings
- DJ World Series: D & B From The United States (CD) – DJ Magazine
- The Dungeonmaster's Guide (2xCD) – Human Imprint Recordings
- 2006 - The Human Resource (2xCD)
- 2005 - Live At the jungle Room - Victoria, BC
- 2012 - Live at Beta
- 2013 - Wake The Dead
- 2013 - Beyond The Black Bassline